# Пальм, Викинг
Брур Викинг Пальм (швед. Bror Viking Palm; 13 октября 1923, Эстра-Брубю, лен Кристианстад (ныне лен Сконе), Швеция - 15 января 2009, Тебю, Стокгольм, Швеция) — шведский борец вольного стиля, чемпион Олимпийских игр, призёр чемпионатов мира и Европы, десятикратный чемпион Швеции (1949—1958). 

## Биография
Начал заниматься борьбой в 16 лет по примеру своего старшего брата. В 1949 году победил на чемпионате Швеции (в личном и командном первенстве) и стал вице-чемпионом Европы. В 1951 году завоевал второе место на чемпионате мира. 
На Летних Олимпийских играх 1952 года в Хельсинки боролся в категории до 87 килограммов (полутяжёлый вес). Выбывание из турнира проходило по мере накопления штрафных баллов. Схватку судили трое судей, за чистую победу штрафные баллы не начислялись, за победу по очками при любом соотношении голосов начислялся 1 штрафной балл, поражение по очками при любом соотношении голосов или чистое поражение карались 3 штрафными баллами. Если борец набирал 5 или более штрафных баллов, он выбывал из турнира. Когда оставалось только три борца, они разыгрывали между собой медали (если не встречались в схватках до финального раунда). После начала финальных схваток, борцы могли продолжать выступления имея и более пяти штрафных баллов. 
Титул оспаривали 13 человек. Викинг Пальм победил всех своих соперников, выиграл обе финальные схватки и стал чемпионом Олимпийских игр.
| Круг  | Соперник         | Страна                                    | Результат | Основание                | Время схватки |
| ----- | ---------------- | ----------------------------------------- | --------- | ------------------------ | ------------- |
| 1     | Кевин Цооте      | Австрия                                   | Победа    | 3-0 (1 штрафной балл)    | -             |
| 2     | Родольфо Падрон  | Венесуэла                                 | Победа    | Туше (0 штрафных баллов) | 2:28          |
| 3     | Генри Виттенберг | Соединённые Штаты Америки                 | Победа    | 3-0 (1 штрафной балл)    | -             |
| 4     | Аббас Занди      | Иран                                      | Победа    | 2-1 (1 штрафной балл)    | -             |
| 5     | Август Энглас    | Союз Советских Социалистических Республик | Победа    | 2-1 (1 штрафной балл)    | -             |
| Финал | Адиль Атан       | Турция                                    | Победа    | 2-1 (1 штрафной балл)    | -             |

На Летних Олимпийских играх 1956 года в Монреале боролся в категории до 87 килограммов (полутяжёлый вес). Регламент турнира остался прежним. Титул оспаривали 12 человек. Викинг Пальм, проиграв в двух схватках, из дальнейшего турнира выбыл.  
| Круг | Соперник     | Страна                                    | Результат | Основание              | Время схватки |
| ---- | ------------ | ----------------------------------------- | --------- | ---------------------- | ------------- |
| 1    | Борис Кулаев | Союз Советских Социалистических Республик | Поражение | 3:0 (3 штрафных балла) | -             |
| 2    | Пит Блэйр    | Финляндия                                 | Победа    | 3:0 (1 штрафной балл)  | -             |
| 3    | Адиль Атан   | Турция                                    | Поражение | 2:1 (3 штрафных балла) | -             |

На Летних Олимпийских играх 1960 года в Риме боролся в категории до 87 килограммов (полутяжёлый вес). Выбывание из турнира проходило по мере накопления штрафных баллов. За чистую победу штрафные баллы не начислялись, за победу по очками при любом соотношении голосов начислялся 1 штрафной балл, любое поражение по очкам каралось 3 штрафными баллами, чистое поражение - 4 штрафными баллами. В схватке могла быть зафиксирована ничья, тогда каждому из борцов начислялись 2 штрафных балла. Если борец набирал 6 или более штрафных баллов, он выбывал из турнира. 
Титул оспаривали 19 человек. Проиграв турецкому спортсмену в пятом круге (фактически в полуфинале), лишился шансов на 1 место, а в схватке за 3 место была зафиксирована ничья. Поскольку Викинг Пальм  и Анатолий Албул имели одно и то же количество штрафных очков, бронзовый медалист определялся взвешиванием. Викинг Пальм оказался тяжелее и остался  только на 4 месте. 
| Круг | Соперник         | Страна                                    | Результат | Основание                   | Время схватки |
| ---- | ---------------- | ----------------------------------------- | --------- | --------------------------- | ------------- |
| 1    | Дитер Раухбах    | Германия                                  | Победа    | По очкам (1 штрафной балл)  | -             |
| 2    | Дьёрдь Гурич     | Венгрия                                   | Победа    | Туше (0 штрафных баллов)    | 7:44          |
| 3    | Антонио Маркуччи | Италия                                    | Победа    | По очкам (1 штрафной балл)  | -             |
| 4    | Саджан Сингх     | Индия                                     | Победа    | По очкам (1 штрафной балл)  | -             |
| 5    | Исмет Атлы       | Турция                                    | Поражение | По очкам (3 штрафных балла) | -             |
| 6    | Анатолий Албул   | Союз Советских Социалистических Республик | Ничья     | 2 штрафных балла            | -             |

По профессии был пожарным, работал в Мальмё. В 1970 году переехал в Стокгольм, где в течение двух лет работал в Министерстве финансов. С 1972 года и до выхода на пенсию работал сервис-менеджером в полицейском управлении Стокгольма.  
Умер в 2009 году.